# Нефтегазоносный бассейн Гвинейского залива

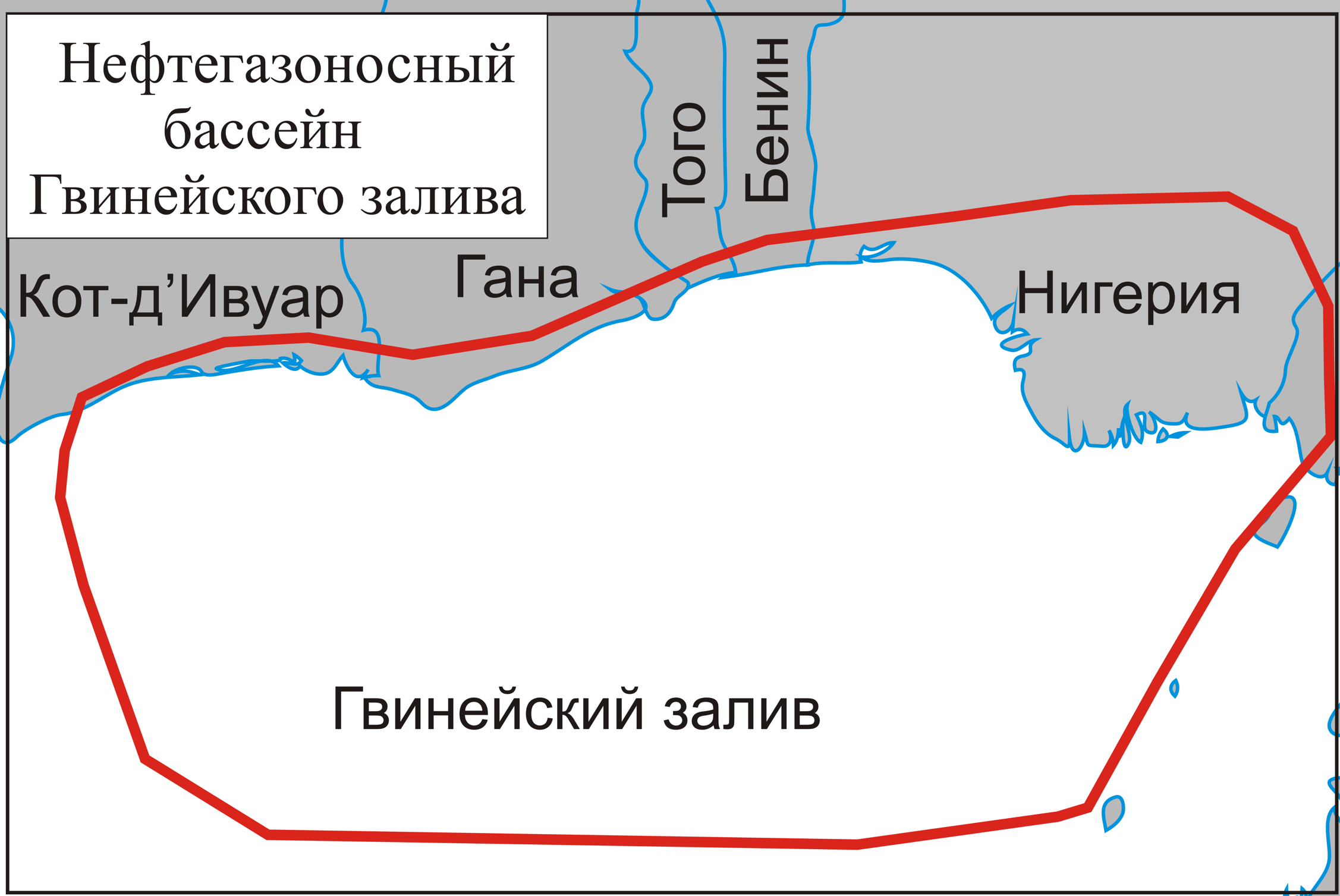
Нефтегазоносный бассейн Гвинейского залива

Нефтегазоно́сный бассе́йн Гвине́йского зали́ва — нефтегазоносный  бассейн. Занимает акваторию Гвинейского залива, район дельты Нигера, побережье Кот-д’Ивуара, Ганы, Того, Бенина, Нигерии и Камеруна. Первое нефтяное месторождение на суше открыто в 1956 году.
Продуктивные песчаники находятся на глубине 1000—3500 м. Нефтегазоносность установлена песчаниками олигоцен-миоценового, мелового и нижнедевонского возраста.
В целом в пределах нефтегазоносного бассейна выявлено более 330 нефтяных и газнефтяных месторождений, а также свыше 30 газовых месторождений по состоянию на 2004 год. Большая часть добычи нефти и газодобычи приходится на шельфовые месторождения дельты Нигера в Нигерии.
Наиболее крупные нефтегазовые месторождении бассейна приурочены к дельте Нигера и прилегающему шельфу Атлантического океана — Бонга, Агбами, Джубили, Мерен (Meren Field) и другие.
Ресурсы бассейна оценивается 2—9 млрд т нефти и 1—6 трлн м³ природного газа.